# 西班牙21歲以下國家足球隊
西班牙21歲以下國家足球隊（Selección de fútbol sub-21 de España，簡稱西班牙U21）代表西班牙參賽所屬年齡組別的足球競賽，主要為兩年一度的歐洲U-21足球錦標賽，由西班牙皇家足球協會（Real Federación Española de Fútbol）負責管理。
隨著歐洲足協於1976年重整青年足球競賽架構，西班牙U21亦於斯時成立。西班牙U21在競賽中獲得優異成績，分別贏得兩次U-21足球錦標賽冠軍及亞軍，奪冠次數僅次於義大利U21。
西班牙的青訓逐步取得成果，已有力挑戰南美球隊傳統主導世少盃及世青盃的地位。在贏得2008年歐國盃的23人大軍名單中，共有20名球員是由各級青年軍提升上國家隊。

## 歐青盃歷屆成績
| 年度   | 主辦國              | 冠軍     | 成績             |
| ------ | ------------------- | -------- | ---------------- |
| 1978年 | 主客制              | 南斯拉夫 | 外圍賽出局       |
| 1980年 | 主客制              | 蘇聯     | 外圍賽出局       |
| 1982年 | 主客制              | 英格蘭   | 八強出局（1）    |
| 1984年 | 主客制              | 英格蘭   | 亞軍（2）        |
| 1986年 | 主客制              | 西班牙   | 冠軍（3）        |
| 1988年 | 主客制              | 法國     | 八強出局（4）    |
| 1990年 | 主客制              | 蘇聯     | 八強出局（5）    |
| 1992年 | 主客制              | 義大利   | 外圍賽出局       |
| 1994年 | 法國                | 義大利   | 季軍（6）        |
| 1996年 | 西班牙              | 義大利   | 亞軍（7）        |
| 1998年 | 羅馬尼亞            | 西班牙   | 冠軍（8）        |
| 2000年 | 斯洛伐克            | 義大利   | 季軍（9）        |
| 2002年 | 瑞士                | 捷克     | 外圍賽出局       |
| 2004年 | 德国                | 義大利   | 外圍賽出局       |
| 2006年 | 葡萄牙              | 荷蘭     | 外圍賽出局       |
| 2007年 | 荷蘭                | 荷蘭     | 外圍賽出局       |
| 2009年 | 瑞典                | 德國     | 分組賽出局（10） |
| 2011年 | 丹麦                | 西班牙   | 冠軍（11）       |
| 2013年 | 以色列              | 西班牙   | 冠军（12）       |
| 2015年 | 捷克                | 瑞典     | 外圍賽出局       |
| 2017年 | 波蘭                | 德国     | 亚军（13）       |
| 2019年 | 義大利 · 圣马力诺   | 西班牙   | 冠军（14）       |
| 2021年 | 匈牙利 · 斯洛維尼亞 | 德國     | 四強出局（15）   |
| 2023年 | 羅馬尼亞 ·          | 英格蘭   | 亚军（16）       |
| 2025年 | 斯洛伐克            | 英格蘭   | 八強出局（17）   |

## 外部連結
- 歐洲足協U-21網站 （页面存档备份，存于）
- RSSSF：歐青盃全紀錄（页面存档备份，存于）